# Апостолово
Апо́столово (укр. Апостолове) — город в Криворожском районе Днепропетровской области Украины, административный центр Апостоловской городской общины.
До 2020 года был административным центром Апостоловского района, в котором составлял Апостоловский городской совет, в который, кроме того, входили сёла Новомарьяновка и Украинка.

## Географическое положение
Город Апостолово находится на пересечении автомобильных дорог Н-23 и Т-0419. На территории города находится станция Апостолово — крупный железнодорожный узел: пересечение веток Мерефа — Херсон и Кривой Рог — Запорожье, а также примыкание участка Апостолово — Зелёное Поле. Рядом с городом проходит канал Днепр — Кривой Рог. По городу протекают пересыхающие ручьи с запрудами.

## История
Российская империя постепенно присоединила эту территорию в ходе войн с Крымским ханством и Османской империей. До включения этих земель в состав России здесь было «Дикое поле» — малозаселённые и малоосвоенные степи. Село Покровское (первоначальное название Вшивая Балка) основано в 1793 году. Позже, при строительстве Екатерининской железной дороги, была основана железнодорожная станция Апостолово, получившая своё наименование от фамилии отставного секунд-майора Ямбургского кирасирского полка русской армии Михаила Муравьёва-Апостола, который имел земельные наделы в данной местности рядом с речкой Вшивой. С кончиной Михаила, умершего холостым, дворянский род Апостолов в мужской линии пресёкся. Апо́стол — фамилия молдавского происхождения, род Апостолов включен в Малороссийский гербовник.
На конец XIX столетия Покровское Вшивое село в Херсонском уезде Херсонской губернии, при речке Вшивой. В селе проживало 3200 жителей обоего полу. В поселении были школа, лавки, и проводились еженедельные базары.
В период Гражданской войны и интервенции в этих местах проходили стычки и бои между войсками под командованием генерала П. Н. Врангеля и РККА. До 1923 года — село Покровское. На старых картах Херсонской губернии с. Покровское значится как Покровск, при нём же и хутор Ново-Покровск, которые составляли одну территориальную единицу.
После установления советской власти населённый пункт, с 1936 года до 1938 года назывался посёлок Косиорово.
28 октября 1938 года Апостолово получило статус посёлка городского типа.
- В октябре 1956 года получил статус города.

17 августа 1941 года оккупирован германскими войсками.
12 ноября 1943 года 8-я гвардейская армия получила задачу наступать на Апостолово, 14 ноября 1943 был утвержден план операции, предусматривавшей движение войск вдоль железной дороги Днепропетровск — Николаевка — Апостолово с обходом опорных пунктов противника на ж. д. станциях. К этому времени Апостолово было сильно укреплено и превращено в опорный узел обороны, поскольку с выходом к нему советских войск немецкие войска в Никополе и на никопольском плацдарме лишались коммуникаций и попадали в окружение.
5 февраля 1944 года от германских войск освобождён советскими войсками 3-го Украинского фронта в ходе Никопольско-Криворожской операции: 46-й армии в составе: 4-й гв. стрелковой дивизии (полковник Кухарев, Гавриил Ефимович) 31-го гв. стрелкового корпуса (генерал-лейтенант Утвенко, Александр Иванович). Войскам, осуществившим прорыв вражеской обороны и участвовавшим в боях за Апостолово и на нижнем Днепре, была объявлена благодарность и в Москве дан салют 20-ю артиллерийскими залпами из 224 орудий.
Приказом Верховного Главнокомандующего И. В. Сталина от 13.02.1944 года № 028 в ознаменование одержанной победы соединения и части, отличившиеся в боях за освобождение города Апостолово, получили наименование «Апостоловских»:
- 4-я гвардейская стрелковая дивизия (полковник Кухарев, Гавриил Ефимович)
- 9-я отдельная истребительная противотанковая артиллерийская бригада (подполковник Грищенко, Иван Васильевич)
- 184-й армейский истребительный противотанковый артиллерийский полк (подполковник Поляков, Василий Григорьевич)
- 68-й армейский инженерный батальон (майор Кожевников, Иван Александрович)[12].

## Население
Численность населения города на 1 января 2014 года составила 14 348 человек (что на 84 человека меньше, чем 1 января 2013 года).
Население города по годам:
- 4419 (1897);
- 6929 (1912);
- 12 397 (1959)[14];
- 17 351 (1970)[15];
- 17 319 (1979)[16];
- 18 093 (1989)[17];
- 16 356 (2001)[18].
- 14 685 (2009)[19];
- 14 584 (2010)[19];
- 14 513 (2011)[19];
- 14 480 (2012)[13];
- 14 432 (2013)[13];
- 14 348 (2014)[13].
- 13 069 (2022)

### Языковой состав
Родной язык населения по данным переписи 2001 года:
| Язык       | Численность, чел. | Доля     |
| ---------- | ----------------- | -------- |
| Украинский | 14 549            | 88,95 %  |
| Русский    | 1692              | 10,34 %  |
| Другие     | 115               | 0,71 %   |
| Итого      | 16 356            | 100,00 % |

## Экономика
- Апостоловский комбикормовый завод, ОАО.
- Апостоловский маслозавод, ОАО. (Не работает с 2003 года. Запланирован снос.)
- Апостоловский завод металлоконструкций, АО. (Частично снесён. Фактически не работает.)
- Апостоловский элеватор, ОАО.
- Апостоловский пищекомбинат. (Фактически не работает.)
- Обособленное структурное подразделение «Апостоловская дистанция сигнализации и связи» (ШЧ-8) Государственного предприятия «Приднепровская железная дорога».
- Обособленное структурное подразделение «Апостоловская дистанция пути» (ПЧ-13) Государственного предприятия «Приднепровская железная дорога».
- Локомотивное депо Апостолово (ТЧ-11) «Приднепровской железной дороги». (В 1997 году переведено из категории основного, в оборотное. Полностью снесена веерная часть и бытовые корпуса.)

Во времена СССР работали следующие предприятия:
- Апостоловский кирпичный завод. (Полностью демонтирован после 1998 года.)
- Апостоловский консервный завод. (Полностью демонтирован после 1991 года.)
- Апостоловский завод железобетонных изделий. (Полностью демонтирован после 1991 года.)

## Объекты социальной сферы
- Школа № 1
- Школа № 3
- Школа № 4
- АЦППРК
- Стадион «Колос»
- Стадион «Локомотив»
- Районный дом культуры «Современник»
- Апостоловский детский приют «Дзвиночок»
- Историко-краеведческий музей
- Газета «Апостолівські новини»
- Местная телерадиокомпания «Атлант»
- Дом науки и техники ст. Апостолово

## Персоналии
- Калина, Александр Данилович (1911—1988) — заслуженный летчик-испытатель СССР (1961), Герой Советского Союза (1964).
- Петруш, Николай Андреевич (1856—1921) — генерал-майор Российской императорской армии, кавалер ордена Святого Георгия IV класса.
- Залужный, Александр Самойлович — украинский и российский революционер, ученый, деятель образования.

## Галерея

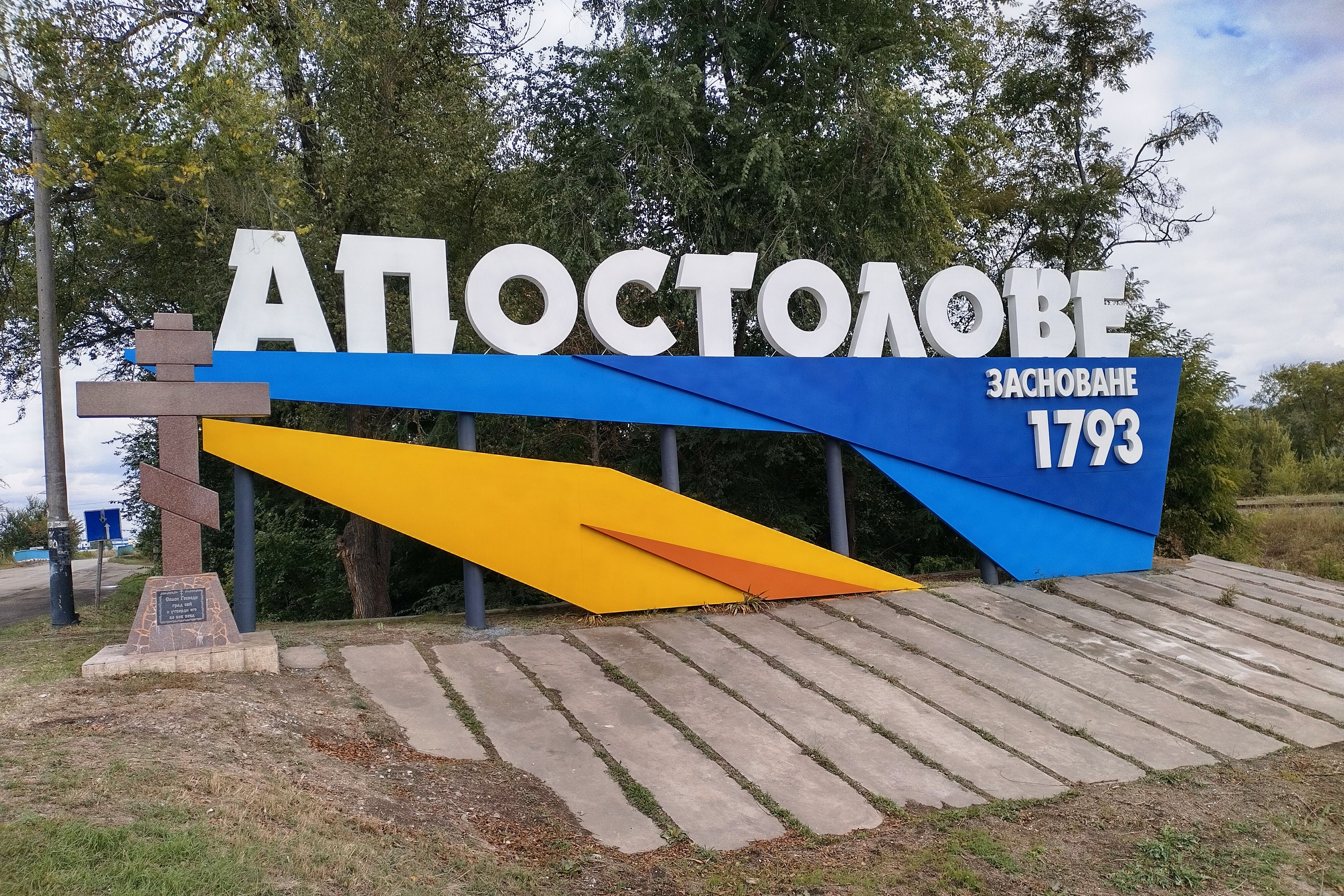
Стела при въезде в город
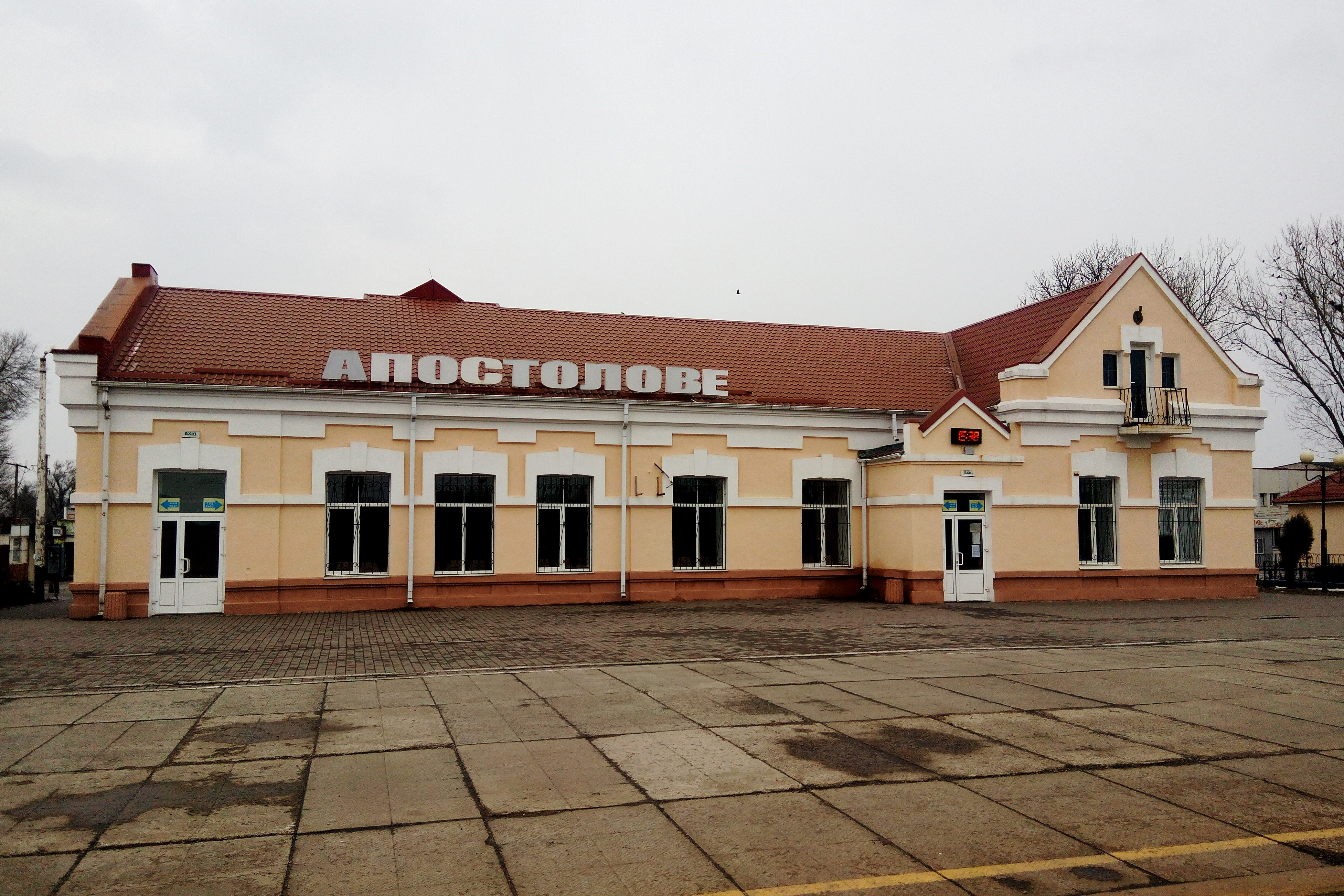
Железнодорожная станция Апостолово
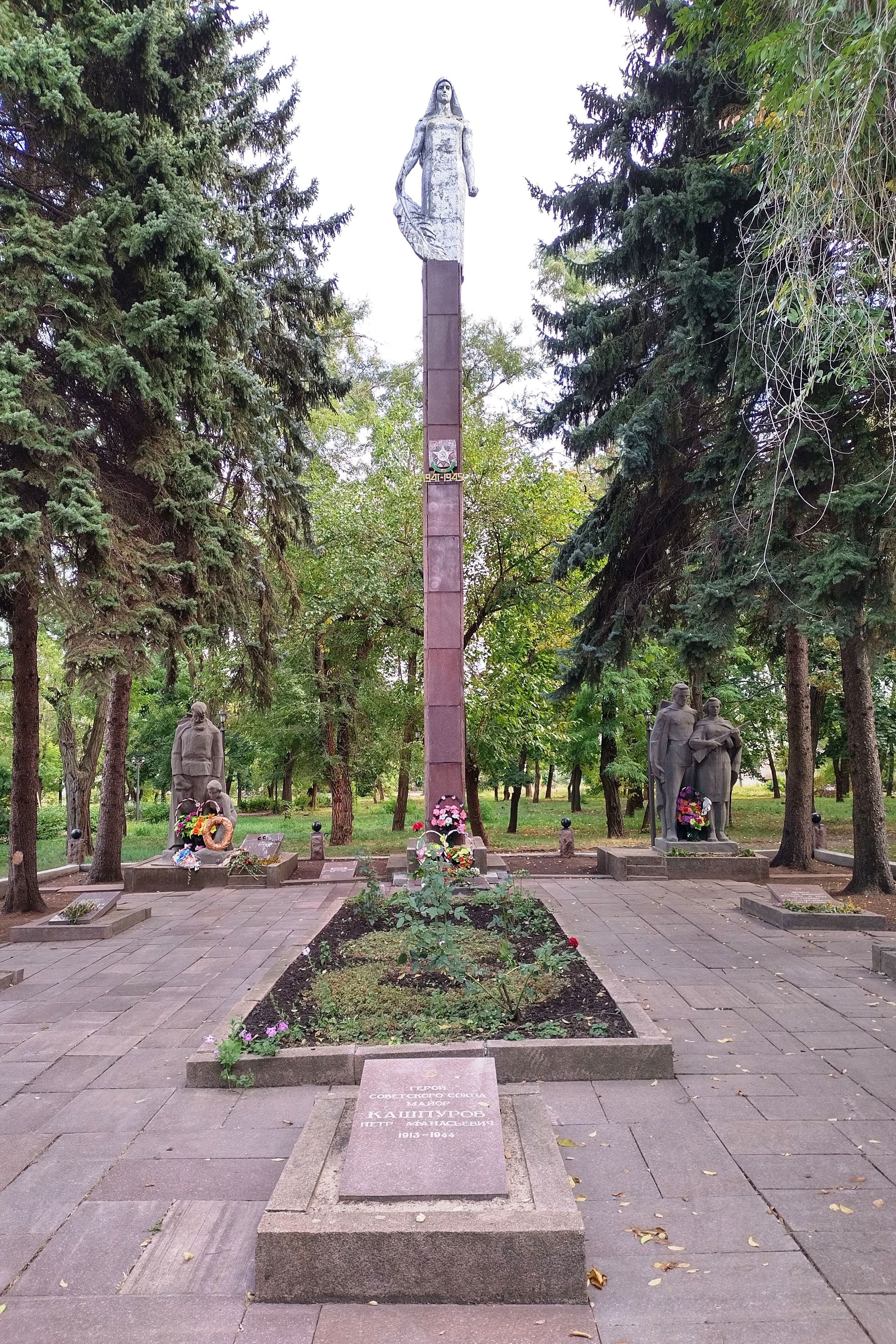
Военный мемориал в Центральном парке
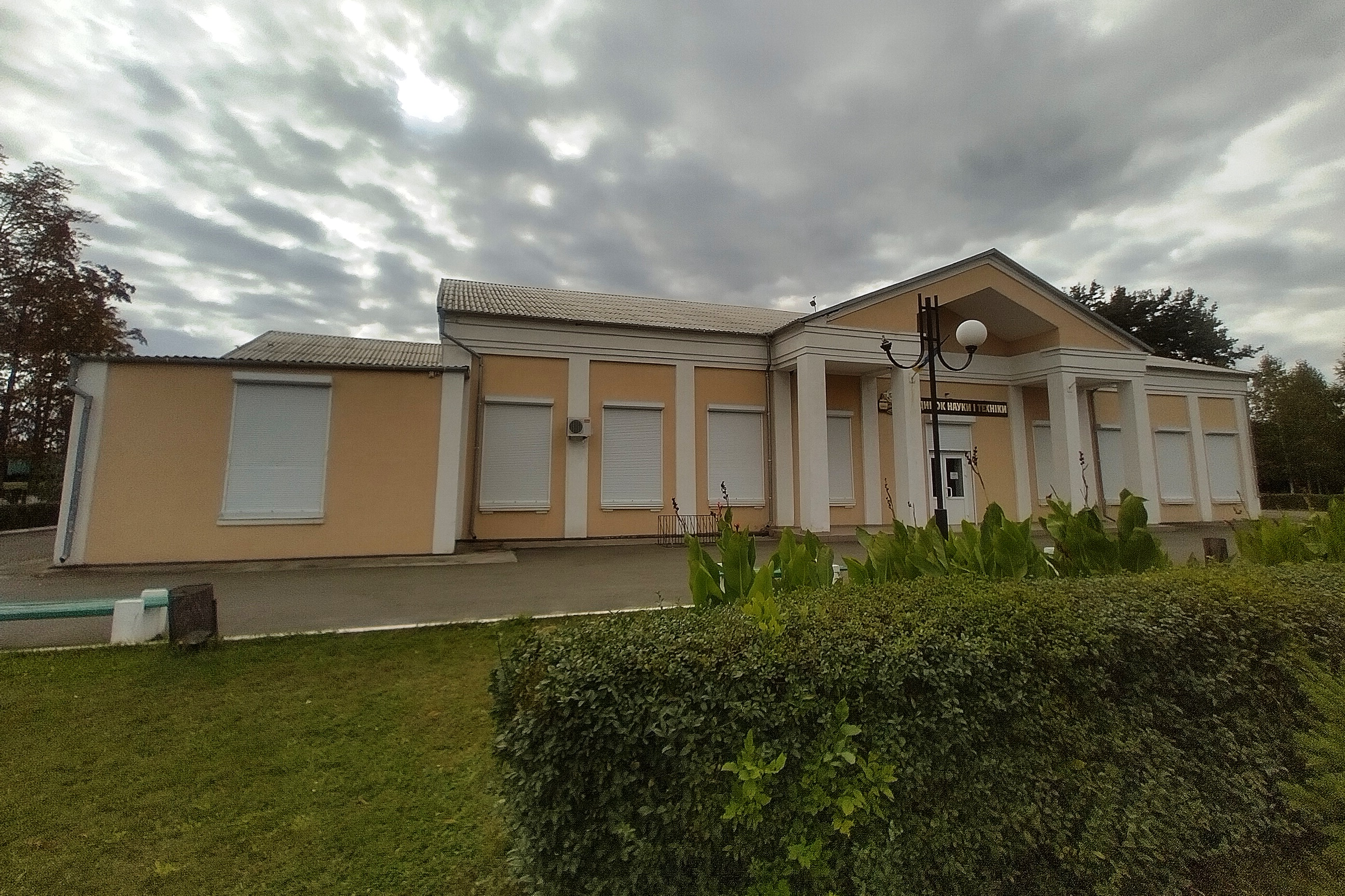
Клуб Железнодорожников (Дом науки и техники)
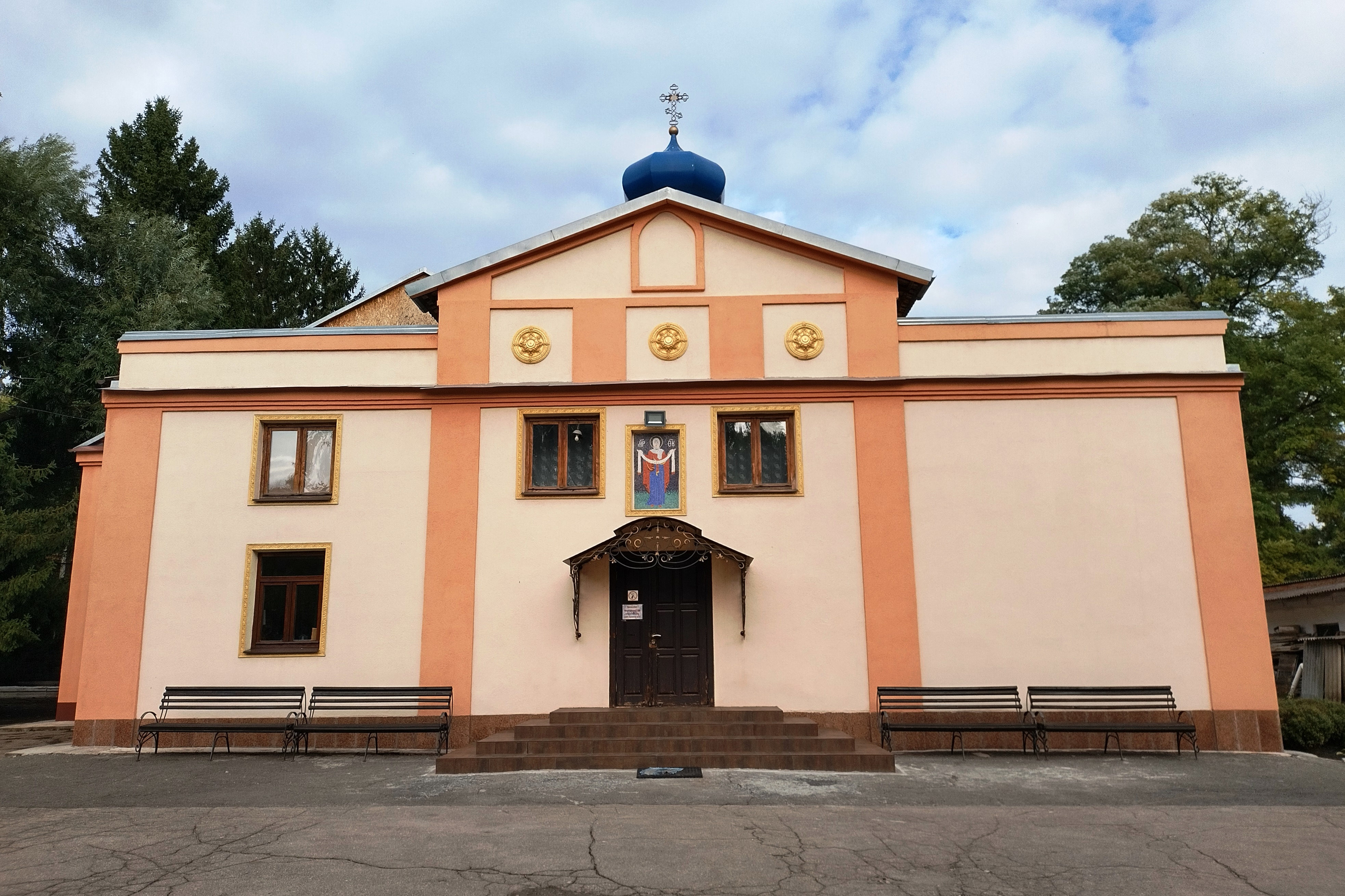
Храм Покровы Пресвятой Богородицы
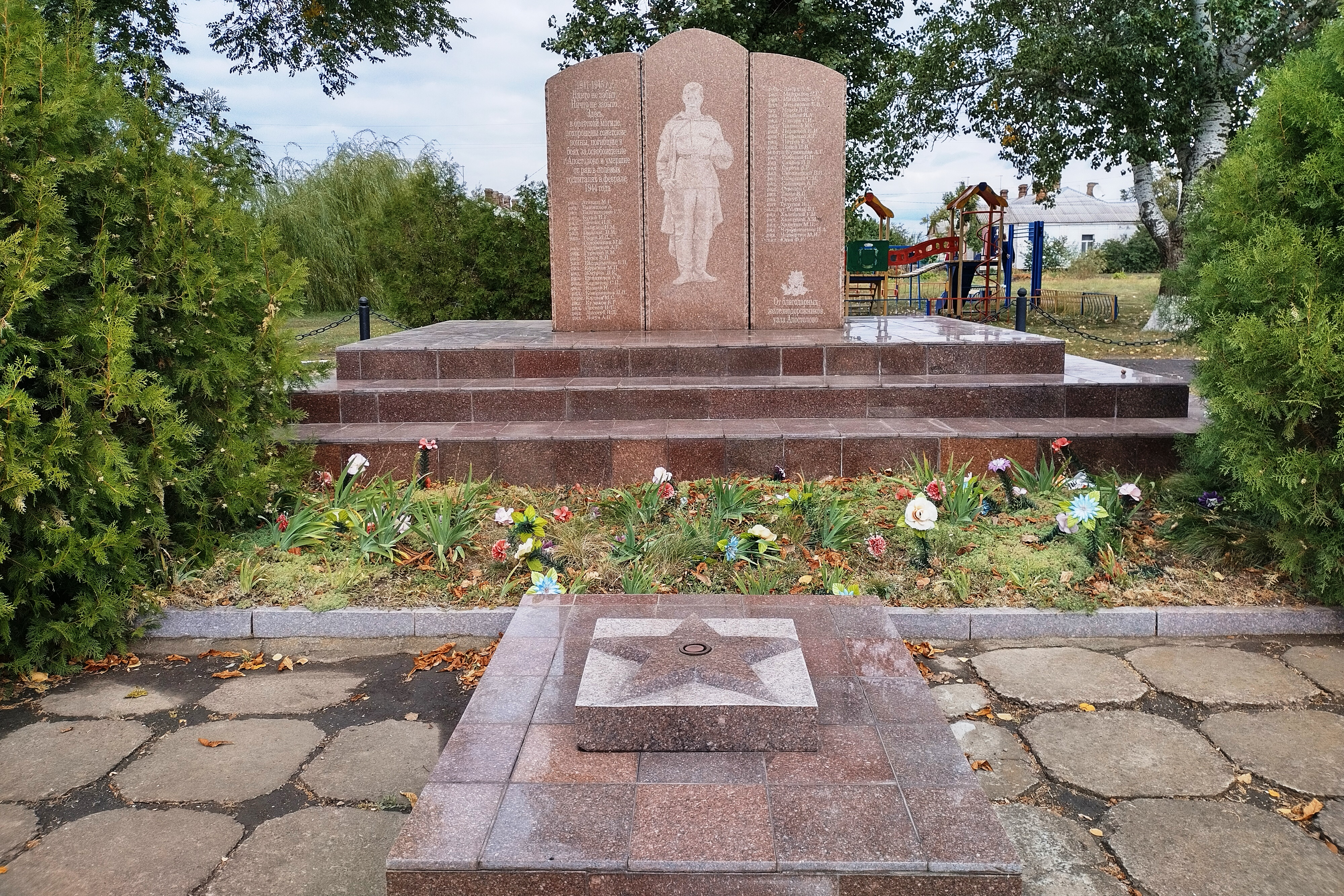
Памятник погибшим воинам в годы Великой Отечественной войны 1945-1941 г.г.
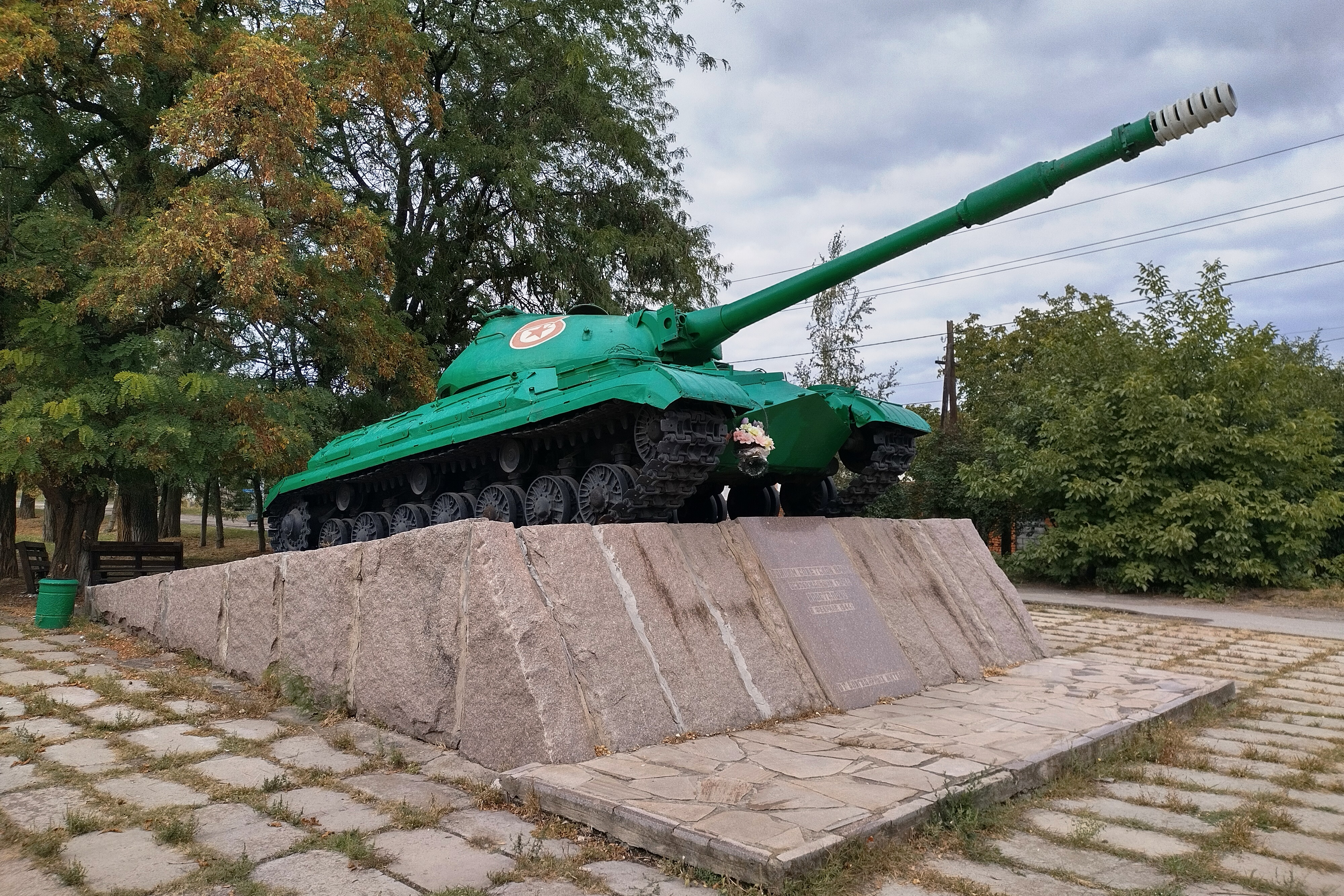
Монумент освободителям Апостолово - Танк Т-10